# Cara Cunningham
Cara Cunningham (Bristol, 7 de dezembro de 1987), anteriormente conhecida pelo nome artístico masculino Chris Crocker, é uma vlogger, atriz, comediante e cantora e compositora de música pop americana. Sua fama teve ascensão em setembro de 2007, quando tornou-se um fenômeno da internet com o vídeo Leave Britney Alone! ("Deixem a Britney em paz!"), postado em seu canal no YouTube, no qual Crocker mostrou toda a sua indignação em relação às opiniões da imprensa e dos críticos quanto à cantora pop Britney Spears, de quem é uma grande fã. Esse mesmo vídeo teve mais de quatro milhões de visualizações em apenas dois dias.
Crocker também atuou, entre 2012 e 2014, em filmes de sexo explícito voltados para o público homossexual masculino, chegando a assinar com a produtora de filmes pornô gay Lucas Entertainment.

## Biografia
Tendo nascido na cidade de Bristol - com o sexo masculino -, no estado americano do Tennessee, em 7 de dezembro de 1987, Chris Crocker teve uma vida um tanto conturbada antes de sua fama. Estudou em uma escola onde bullying, ameaças de morte e violência eram comuns. Por ser homossexual, acabou sendo vítima de todos esses casos, e ainda, foi-lhe dito pela sua avó que, por ser gay, precisaria de um exorcismo. Após vários conflitos na sua vida, Crocker arranjou um emprego como editor de uma revista virtual. E foi nela que conheceu seu primeiro namorado, com quem conversava on-line e por telefone.
Depois de trabalhar anos nessa revista, começou a fazer vídeos auto-produzidos que segundo ele, expressavam sua raiva em relação a sua cidade intolerante através de filmagens bizarras.
Apenas depois de alguns vídeos, Crocker ganhou reconhecimento mundial com o vídeo Leave Britney Alone!, e uma semana depois, seu canal no Youtube estava no ranking de mais visualizados.

### "Leave Britney Alone!"

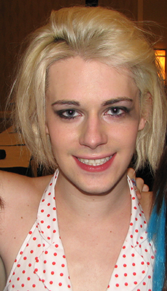
Crocker em 2008.

Leave Britney Alone! transformou Chris Crocker num verdadeiro ícone gay, além de ter se tornado um vídeo bastante cultuado na web. O vídeo, postado por Chris em seu canal no Youtube, relata emocionalmente o seu desespero em relação a cantora Britney Spears, que na época estava com vários problemas e crises, resultando em uma má performance em seus shows e em maus comentários a respeito. Crocker revela ser um fã árduo de Britney, e usando o seu canal no Youtube, lançou seu protesto.
O bordão já teve várias repercussões mundiais, incluindo a participação de Chris na música Porks And Beans da banda Weezer, Toxic da banda A Static Lullaby, além de camisas com o logo, citações em filmes e seriados, entrevistas na CNN e em talk-shows com o próprio Chris Crocker.
Em 2009, Chris postou o vídeo www.MsChrisCrocker.Com, que explica o motivo de sua saída do Youtube. Seus vídeos agora podem ser encontrados nesse mesmo site.
Em Setembro de 2017, Crocker partilhou no Instagram a sua história de vida ao longo dos dez anos anteriores, revelando que um dos motivos pelos quais defendeu Britney em 2007 foi a sua própria situação, na época:
| “ | A minha mãe tornou-se dependente de drogas e tornou-se sem-abrigo após regressar do Iraque. Aquilo que se passava em minha casa tornou-me defensivo em relação a qualquer mulher a passar por um mau bocado. Sabia que as pessoas não me iriam levar a sério, por isso tornei-me na piada que todos pensavam que era. Revelar o que despoletou a minha reação emocional não iria interessar a ninguém. | ” |

### Música e documentário
Crocker lançou seu primeiro single, Mind in the Gutter, em 2008. Ele lançou seu primeiro EP, intitulado The First Bite, digitalmente no iTunes em 19 de março de 2011. O EP alcançou a posição #3 nas paradas iTunes: Electro album. "I Want Your Bite foi lançado como o segundo single e, desde então, atingiu um pico de #12 nas paradas do iTunes: Dance. Mais tarde, naquele ano, Crocker lançou as canções Second to None, Tug of War e Taking My Life Back. Em 2012, Crocker lançou as canções Locked Up Lovers e Lucky Tonight.

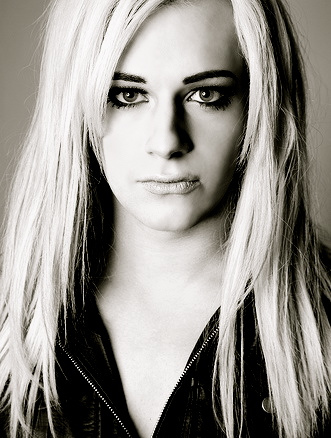
Crocker em 2009.

O segundo EP, Walls Down, de Crocker, foi lançado em 14 de março de 2013, sob seu novo nome artístico Chris Cunningham-Crocker. O EP foi lançado no iTunes de álbuns eletrônicos gráfico, no número oitenta e quatro anos e, até agora, chegou ao número #5. Isto dá, à Crocker, seu segundo álbum Top #5 no chart. O EP é uma partida de seu estilo de dança anterior, que consiste principalmente em baladas e apresenta um dueto com sua mãe. O primeiro single do EP, "Breaking Up", foi lançado em 24 de janeiro de 2013.
Crocker anunciou em agosto de 2011 que um filme documentando sua vida ao longo dos últimos anos seria lançado, intitulado "Me at the Zoo". O filme também explora como compartilhamento de vídeo e mídias sociais que moldaram a forma como as pessoas compartilham suas histórias e ir sobre suas vidas. Em 17 de Janeiro de 2012, da HBO Documentary Films, garantiu os direitos de transmissão nos Estados Unidos para o filme. Ele estreou no 2012 Sundance Film Festival, em 21 de janeiro de 2012 e na HBO em 25 de junho de 2012.

### Programa de Televisão
Antes da sua ascensão em setembro de 2007 com o vídeo Leave Britney Alone!, Crocker já era visto como uma sensação viral e foi convidado pelo vlogger pioneiro funcionário da MTV Matt Sunbulli para fornecer vídeo para o site da MTV. Crocker indicou que ele esperava para desenvolver sua atuação carreira; ele concordou em desenvolver ideias para um programa de TV com Los Angeles, produtor Glenn Meehan e reuniu-se com representantes de LOGO canal de temática gay da MTV. De acordo com a Variety, Crocker assinou um contrato de desenvolvimento com 44 Blue Productions para criar um "docusoap reality show", que seria chamado 15 minutos de Chris Crocker mais. Rasha Drachkovitch, co-fundador da empresa de produção, declarou: "vai ser muito bonito a experiência de Chris Crocker. Consideramos dele um personagem rebelde que as pessoas vão achar interessante. Ele vai ser uma estrela de TV".

### Filme pornô
O rapaz abandonou as perucas, maquiagem, malhou bastante e falou tranquilamente sobre o fato de virar um ator pornô: "Não estou me degradando ao mostrar meu corpo. Meu corpo foi desenhado pelo universo e nudez é o meu estilo. As roupas foram feitas pelo homem" - disse em entrevista ao "Pop Crunch".
Em julho de 2011, foi anunciado que Crocker tinha assinado com a Chi Chi LaRue para aparecer em um filme pornográfico. Ele fez sua estréia em filme adulto em outubro de 2012 pela Maverick Men. Em 2014, a Lucas Entertainment, lançou o filme "Chris Crocker's Raw Love", que apresenta Crocker transando sem preservativo com seu então namorado, Justin Dean.
Crocker acredita que o vídeo Leave Britney Alone! e seu desempenho na pornografia podem ter ferido suas chances de prosseguir uma carreira de ator. "Muita gente acha que o vídeo de Britney é o que me fez famoso e o que me deu todas estas oportunidades, mas se eu tivesse que ter ido para Los Angeles como um desconhecido ator e eu provavelmente poderia ter conseguido muito mais trabalho". Ele disse: "Eu não me arrependo, necessariamente. Acho que só me dá mais obstáculos a superar... O que, você sabe... e, obviamente, fazer a coisa pornô não necessariamente me ajuda". Crocker descreveu o aspecto pornô como tendo coisas manchadas, mas disse que cabe a ele "para fazer esses pequenos movimentos calculados". "É o tipo de criado um outro caixa inteira que eu tenho que superar", afirmou. "Mas quando você é conhecido como o de Britney-boy, ou você está em uma caixa de '15 minutos de fama', é muito interessante, porque as ofertas começam a chegar em você muito rápido. E quando eles diminuem, você não sabe o que fazer".
Crocker afirmou que atuar em filmes pornô ia ser mais do que um único evento; "que ia ser a pornografia e, em seguida, um site, com as mesmas empresas". Ele disse que estava focado na criação de um futuro com o seu namorado e conseguir uma casa e uma hipoteca. "Eu disse, 'Bem, se eu vou fazer isso, então vamos fazer valer a pena'. Então, depois nós terminamos uma semana antes do que o filme pornô saiu. Então, sim, é uma espécie de terminar". Ele acrescentou: "Você tem que contratualmente, e as coisas, promover a pornografia. Então, eu me arrependo de fazê-lo com o meu ex mais do que eu me arrependo em fazê-lo, em geral". Ele diz que poderia fazer pornô novamente, mas se pergunta como ele se estenderia que em uma carreira viável. Aqui é o reality show? E onde estão as pessoas que têm visto como interessante a minha vida é? Não que muitas pessoas estavam, tipo, o primeiro de seu tipo a ser uma celebridade da Internet - o que acontece depois disso?" disse ele. "O que acontece depois que você estende seus 15 minutos de fama a 30 minutos de fama, e é seis, sete anos mais tarde, e você ainda está vivendo em casa, no Tennessee? Acho que é uma história interessante, um pouco mais de 'Honey Boo Boo'", finaliza.
Em agosto de 2021, aos 33 anos, a personalidade da Internet revelou ser uma mulher trans, afirmando também que havia iniciado o processo de terapia hormonal.

## Discografia

### Álbuns de estúdio
| Year | Album details |
| ---- | --- |
| 2015 | More Than Three Words - Lançamento: 1 de fevereiro de 2015 - Gravadora: Independente - Formato: Digital download |

### Extended Play (EP)
| Ano  | Detalhes do Álbum                                                                                      |
| ---- | --- |
| 2011 | The First Bite - Lançamento: 19 de Março de 2011 - Gravadora: Independente - Formato: Digital download |
| 2013 | Walls Down - Lançamento: 14 de Março de 2013 - Gravadora: Independente - Formato: Digital download     |

### Singles
| Ano  | Título                       | Álbum                 |
| ---- | ---------------------------- | --------------------- |
| 2008 | "Mind in the Gutter"         | —                     |
| 2010 | "Love You Better"            | —                     |
| 2010 | "Love You Better" (acoustic) | —                     |
| 2010 | "Best of Both Worlds"        | —                     |
| 2010 | "Fell for the Enemy"         | —                     |
| 2010 | "Freak of Nature"            | The First Bite        |
| 2011 | "I Want Your Bite"           | The First Bite        |
| 2011 | "Second to None"             | —                     |
| 2011 | "Tug of War"                 | —                     |
| 2011 | "Taking My Life Back"        | —                     |
| 2012 | "Locked Up Lovers"           | —                     |
| 2012 | "Lucky Tonight"              | —                     |
| 2013 | "Breaking Up"                | Walls Down            |
| 2014 | "Know By Now"                | —                     |
| 2015 | "Give Your Love Away"        | More Than Three Words |

### Vídeos musicais
| Ano  | Título                | Diretor        |
| ---- | --------------------- | -------------- |
| 2011 | "Freak of Nature"     | Worm Carnevale |
| 2012 | "One Day"             | Chris Crocker  |
| 2015 | "Give Your Love Away" | Adam J Dunn    |

### Outra Aparição
| Ano  | Título                         | Álbum |
| ---- | ------------------------------ | ----- |
| 2011 | "Bang" (com Ryan Adames e Lou) | —     |

## Filmografia
| Ano  | Título        | Papel     |
| ---- | ------------- | --------- |
| 2012 | Me at the Zoo | Ele mesmo |

| Ano  | Título                   | Estúdio             |
| ---- | ------------------------ | ------------------- |
| 2012 | Vários                   | Maverick Men        |
| 2014 | Chris Crocker's Raw Love | Lucas Entertainment |

### Vídeos Mais Vistos
| Título                                                       | Canal na Internet | Papel     |
| ------------------------------------------------------------ | ----------------- | --------- |
| Leave Britney Alone!                                         | itschriscrocker   | Ele mesmo |
| Eat My Cornhole                                              | itschriscrocker   | Ele mesmo |
| Please, bitch!                                               | itschriscrocker   | Ele mesmo |
| Why I'm Gay                                                  | itschriscrocker   | Ele mesmo |
| Kids SHOULD Cuss                                             | itschriscrocker   | Ele mesmo |
| Back up, Britney haters!                                     | itschriscrocker   | Ele mesmo |
| Watch Chris Crocker blink "Best Video EVER!" (originalmente) | itschriscrocker   | Ele mesmo |
| Britney, this is for you                                     | itschriscrocker   | Ele mesmo |
| Watch it.                                                    | itschriscrocker   | Ele mesmo |
| This & that                                                  | itschriscrocker   | Ele mesmo |